# Ácido telúrico
El ácido telúrico es un compuesto químico. Es un ácido. Su fórmula química es H6TeO6. Contiene iones de hidrógeno y telurato. Contiene la forma TeO42- del ion telurato.
El ácido telúrico es un ácido débil. Reacciona con bases fuertes para hacer teluratos. Es un potente oxidante. Puede deshidratarse para hacer trióxido de telurio. El ácido, H6TeO6, es un poliácido. 
El ácido telúrico se puede obtener reaccionando dióxido de telurio con trióxido de cromo o peróxido de hidrógeno.
Se utiliza para hacer otros teluratos como el telurato de sodio.